# Francis Fainifo

a Compétitions nationales et continentales officielles uniquement.

b Matchs officiels uniquement.
Dernière mise à jour le 3 septembre 2015.
Francis Fainifo, né le 25 novembre 1983 à Auckland en Nouvelle-Zélande, est un joueur international australien de rugby à XV qui joue au poste d'ailier. Il joue depuis 2015 avec le club australien des Canberra Vikings.

## Carrière
- 2006-2011 :  Brumbies (Super 15)
- 2011-2014 :  Stade français (Top 14)
- 2014-2015 :  RC Narbonne (Pro D2)
- Depuis 2015 :  Canberra Vikings (National Rugby Championship)